# Sabine Holtz
Sabine Holtz (* 16. September 1959 in Süßen, Landkreis Göppingen) ist eine deutsche Historikerin.

## Leben
Holtz studierte von 1978 bis 1985 Evangelische Theologie an der Universität Tübingen. 1991 wurde sie an derselben Hochschule promoviert. Von 1992 bis 1997 arbeitete Holtz als wissenschaftliche Assistentin am Institut für Geschichtliche Landeskunde und Historische Hilfswissenschaften der Universität Tübingen, an dem sie sich im Jahr 2000 habilitierte und dadurch die venia legendi für Neuere Geschichte und Landesgeschichte (das heißt, die Geschichte Südwestdeutschlands) erhielt. Ab 2000 war Holtz Wissenschaftliche Angestellte bei der Landesarchivdirektion Baden-Württemberg, ab 2006 außerplanmäßige Professorin am Historischen Seminar der Universität Tübingen. Zum Wintersemester 2012/13 übernahm sie die Professur für Landesgeschichte an der Universität Stuttgart. Seit 2015 ist sie Vorsitzende der Kommission für geschichtliche Landeskunde in Baden-Württemberg.
Ihre Forschungsschwerpunkte liegen auf den Gebieten der Universitäts- und Wissenschaftsgeschichte, der Kirchen- und Religionsgeschichte sowie der Sozial- und Wirtschaftsgeschichte, vor allem in der Frühen Neuzeit. Dabei beschäftigt sie sich besonders mit dem Humanismus, der Reformation und den aus dieser entstandenen verschiedenen Ausprägungen des Protestantismus.

## Schriften (Auswahl)
Monografien
- Theologie und Alltag. Leben und Lehre in den Predigten der Tübinger Theologen 1550–1750. Tübingen 1993 (= Spätmittelalter und Reformation, Neue Reihe, Band 3) [Dissertation].
- Bildung und Herrschaft. Zur Verwissenschaftlichung politischer Führungsschichten im 17. Jahrhundert. Leinfelden-Echterdingen 2002 (= Schriften zur südwestdeutschen Landeskunde, Band 32) [Habilitationsschrift].

Mitherausgeberschaft
- mit Monika Hagenmaier: Krisenbewußtsein und Krisenbewältigung in der Frühen Neuzeit / Crisis in Early Modern Europe. [Festschrift für Hans-Christoph Rublack]. Frankfurt am Main 1992.
- mit Dieter Mertens: Nicodemus Frischlin (1547–1590). Poetische und prosaische Praxis unter den Bedingungen des konfessionellen Zeitalters. Stuttgart, Bad Cannstatt 1999 (= Arbeiten und Editionen zur Mittleren Deutschen Literatur, Neue Folge, Band 1).
- mit Norbert Haag und Wolfgang Zimmermann: Ländliche Frömmigkeit. Konfessionskulturen und Lebenswelten 1500–1850. Stuttgart 2002.
- mit Norbert Haag und Jakob Eisler: Deutsche Missionare und Siedler in Palästina. Kultureller Wandel im Bild. Zugleich ein Nachschlagewerk der deutschen Missionseinrichtungen und Siedlungen zwischen Gründung und Zweitem Weltkrieg. Tübingen 2003.
- mit Gerhard Betsch und Eberhard Zwink: Mathesis, Naturphilosophie und Arkanwissenschaft im Umkreis Friedrich Christoph Oetingers (1702–1782). Stuttgart 2005, ISBN 978-3-515-08439-0 (= Contubernium. Tübinger Beiträge zur Universitäts- und Bildungsgeschichte, Band 63).
- mit Sylvia Schraut: 100 Jahre Frauenwahlrecht im deutschen Südwesten. Eine Bilanz. Kohlhammer, Stuttgart 2020, ISBN 978-3-17-039338-7.

Artikel
- Moses Pflacher. In: Biographisch-Bibliographisches Kirchenlexikon (BBKL). Band 7, Bautz, Herzberg 1994, ISBN 3-88309-048-4, Sp. 421–423 (Artikel/Artikelanfang im Internet-Archive).
- Paul Constantin Phrygio. In: Biographisch-Bibliographisches Kirchenlexikon (BBKL). Band 7, Bautz, Herzberg 1994, ISBN 3-88309-048-4, Sp. 559–561 (Artikel/Artikelanfang im Internet-Archive).